# Krajna Brda
Krajna Brda so naselje v Občini Sevnica.